# شاهد عيان (مسلسل)
شاهد عيان (Øyevitne) هو مسلسل تلفزيوني درامي نرويجي صدر عام 2014، من كتابة وإخراج جارل إمسل لارسن. وإنتاج هيئة الإذاعة النرويجية. تدور أحداث المسلسل حول علاقة حب خفية بين شابين مراهقين يهدد كشفها شهاداتهما على جريمة قتل ثلاثية. 
في عام 2016 تم اقتباس المسلسل للنسخة الأمريكية حمل نفس العنوان شاهد عيان أنتج وبث على قناة يو إس إيه نيتورك., وإتش بي أو أوروبا تحت اسم Valea Mută.

## روابط خارجية
- شاهد عيان على موقع IMDb (الإنجليزية)
- شاهد عيان على موقع ليتربوكسد (الإنجليزية)
- شاهد عيان على موقع كينوبويسك (الروسية)
- شاهد عيان على موقع ألو سيني (الفرنسية)
- شاهد عيان على موقع قاعدة بيانات الفيلم (الإنجليزية)